# Ganna Kalinina
Ganna Kalinina, född den 1 maj 1979 i Kiev, är en ukrainsk seglare.
Hon tog OS-silver i yngling i samband med de olympiska seglingstävlingarna 2004 i Aten.